# Albert Pomortsev
Albert Ivanovitj Pomortsev (ryska: Альберт Иванович Поморцев), född den 25 september 1939, är en rysk idrottsledare inom bandy. Han var förbundsordförande (president) för Internationella bandyförbundet åren 1997-2005. När han lämnade ordförandeposten, tog den svenske viceordföranden Seppo Vaihela över som tillförordnad ordförande tills Boris Skrynnik valdes till ordinarie ordförande året efter.
Pomortsev var också ordförande för Ryska bandyförbundet (Федерация хоккея с мячом России) 1992-2009.